# 普氏光鰓魚
普氏光鰓魚（學名：Chromis planesi），又稱普氏光鰓雀鯛，是輻鰭魚綱鱸形目雀鯛科光鰓魚屬的其中一種，分布於中太平洋東部法屬玻里尼西亞海域，深度50至54公尺，本魚體呈卵圓形且側扁，身體淡黃色，體側有九條斑紋,每條斑紋由小的藍色點組成，從鰓排列至尾柄，胸鰭與尾鰭鰭黃色，腹鰭與臀鰭深褐色到黑色，背鰭硬棘14枚、背鰭軟條12-13枚、臀鰭硬棘2枚、臀鰭軟條12-13枚，體長可達10.2公分，棲息在珊瑚礁間的通道，以浮游生物為食，繁殖期時成對出現，雄魚會守護卵直到孵化，生活習性不明。